# Kelkit (Gümüşhane)
Kelkit est un district et une ville de Turquie, située dans la province de Gümüşhane. Selon le recensement de 2000, la population totale du district s'élève à 63 510 habitants et celle de la ville seule, 19 090 habitants. Ces habitants sont appelés les « Kelkitli ».

## Géographie
La ville est située à 1377 mètres d'altitude, sur le cours de la rivière Kelkit et dans la vallée du même nom.

## Administration
Le maire de Kelkit est Aziz Nas.

## Économie
La ville est connue pour ses ateliers de tissage de tapis, le zilli kilim

## Culture
Le 15 février est le jour de la Libération de Kelkit.

## Gastronomie
Le district est connu pour son döner kebab et le kelkit ketesi, sorte de tourte garnie.

## Diaspora en France
Les Kelkitlis sont présents notamment en France aussi, surtout à Rennes,Alès,Orléans, et à Mulhouse[réf. nécessaire].

## Gens célèbres
- Aydın Doğan , patron de médias turcs est l'un des plus riches hommes d'affaires de Turquie. *  Yusuf Guney  , Mero les chanteurs très connu par la population.